# Бэлцата
Бэлцата (рум. Bălțata) — село в Криулянском районе Молдавии. Является административным центром коммуны Бэлцата, включающей также сёла Верхняя Бэлцата, Сагайдак и Верхний Сагайдак.

## География
Село расположено на высоте 58 метров над уровнем моря.

## Население
По данным переписи населения 2004 года, в селе Бэлцата проживает 1312 человек (641 мужчина, 671 женщина).
Этнический состав села:
| Национальность | Число жителей | Процентный состав |
| -------------- | ------------- | ----------------- |
| украинцы       | 823           | 62,73             |
| молдаване      | 382           | 29,12             |
| русские        | 88            | 6,71              |
| болгары        | 6             | 0,46              |
| румыны         | 1             | 0,08              |
| гагаузы        | 1             | 0,08              |
| прочие         | 11            | 0,84              |
| Всего          | 1312          | 100 %             |